# Keila (obec)
Obec Keila (estonsky Keila vald) je bývalá samosprávná obec náležející do estonského kraje Harjumaa, zahrnující 3 městečka a 19 vesnic ležících v okolí samosprávného města Keila. Byla zrušena při správní reformě v roce 2017 a začleněna do samosprávné obce Lääne-Harju.